# Los Angeles Angels
Los Angeles Angels är en professionell basebollklubb i Anaheim i Kalifornien i USA som spelar i American League, en av de två ligorna i Major League Baseball (MLB). Klubbens hemmaarena är Angel Stadium of Anaheim.

## Historia
Klubben grundades 1961 i Los Angeles under namnet Los Angeles Angels när American League utökades med två nya klubbar (den andra var Washington Senators). 1965 bytte klubben namn till California Angels eftersom man skulle flytta till Anaheim följande år. Först 1997 bytte man dock namn till Anaheim Angels och 2005 bytte man igen, nu till Los Angeles Angels of Anaheim. Det långa namnet kom sig av att Arte Moreno, som köpte klubben 2003, ville betona att klubben var den enda American League-klubben i Los Angeles-området, samtidigt som klubben sedan flera år tillbaka hade lovat de lokala myndigheterna i Anaheim att klubbnamnet skulle innehålla ordet Anaheim. Myndigheterna stämde klubben på grund av namnbytet, men efter att ha förlorat i två instanser valde man 2009 att inte gå vidare med målet. 2013 röstade de styrande i Anaheim för att klubben inte längre skulle vara tvungen att ha med Anaheim i namnet och även om förhandlingarna aldrig slutfördes så började klubben under de närmaste åren mer och mer att använda det ursprungliga namnet Los Angeles Angels, framför allt från och med 2016.
Klubbens första ägare var den gamla westernstjärnan Gene Autry.
Angels har vunnit World Series vid ett tillfälle, 2002.
En av få användningar för bokstaven Å i USA är att det är ganska vanligt att folk skriver klubbens namn som Ångels, syftande på logotypen för klubben som är ett A med en ring över som symboliserar en gloria.

## Hemmaarena
Hemmaarena är Angel Stadium of Anaheim, invigd 1966. 1961 spelade Angels i Wrigley Field (inte att förväxla med Wrigley Field i Chicago) och 1962–1965 huserade man i Dodger Stadium, som man delade med Los Angeles Dodgers.

## Spelartrupp

### Aktiva
| Nr | Land                    | Pos | Namn             |
| -- | ----------------------- | --- | ---------------- |
| 21 | USA                     | P   | Mike Mayers      |
| 28 | USA                     | P   | Aaron Loup       |
| 32 | USA                     | P   | Tucker Davidson  |
| 43 | USA                     | P   | Patrick Sandoval |
| 46 | USA                     | P   | Jimmy Herget     |
| 48 | USA                     | P   | Reid Detmers     |
| 51 | Panama                  | P   | Jaime Barría     |
| 52 | USA                     | P   | Ryan Tepera      |
| 54 | Venezuela               | P   | José Suárez      |
| 56 | USA                     | P   | Touki Toussaint  |
| 60 | USA                     | P   | Andrew Wantz     |
| 65 | Venezuela               | P   | José Quijada     |
| 68 | Dominikanska republiken | P   | José Marte       |

| Nr | Land                    | Pos  | Namn             |
| -- | ----------------------- | ---- | ---------------- |
| 17 | Japan                   | P/DH | Shohei Ohtani    |
| 12 | USA                     | C    | Matt Thaiss      |
| 24 | USA                     | C    | Kurt Suzuki      |
| 33 | USA                     | C    | Max Stassi       |
| 2  | Venezuela               | INF  | Luis Rengifo     |
| 4  | USA                     | INF  | Andrew Velazquez |
| 5  | USA                     | INF  | Matt Duffy       |
| 22 | USA                     | INF  | David Fletcher   |
| 36 | USA                     | INF  | Mike Ford        |
| 3  | USA                     | OF   | Taylor Ward      |
| 7  | USA                     | OF   | Jo Adell         |
| 27 | USA                     | OF   | Mike Trout       |
| 37 | Dominikanska republiken | OF   | Magneuris Sierra |

### Skadade
| Nr | Land | Pos | Namn             |
| -- | ---- | --- | ---------------- |
| 23 | USA  | P   | Archie Bradley   |
| 25 | USA  | P   | Michael Lorenzen |
| 47 | USA  | P   | Griffin Canning  |
| 73 | USA  | P   | Chris Rodriguez  |

| Nr | Land | Pos | Namn           |
| -- | ---- | --- | -------------- |
| 6  | USA  | INF | Anthony Rendon |
| 20 | USA  | INF | Jared Walsh    |
| 16 | USA  | OF  | Mickey Moniak  |

## Fotogalleri

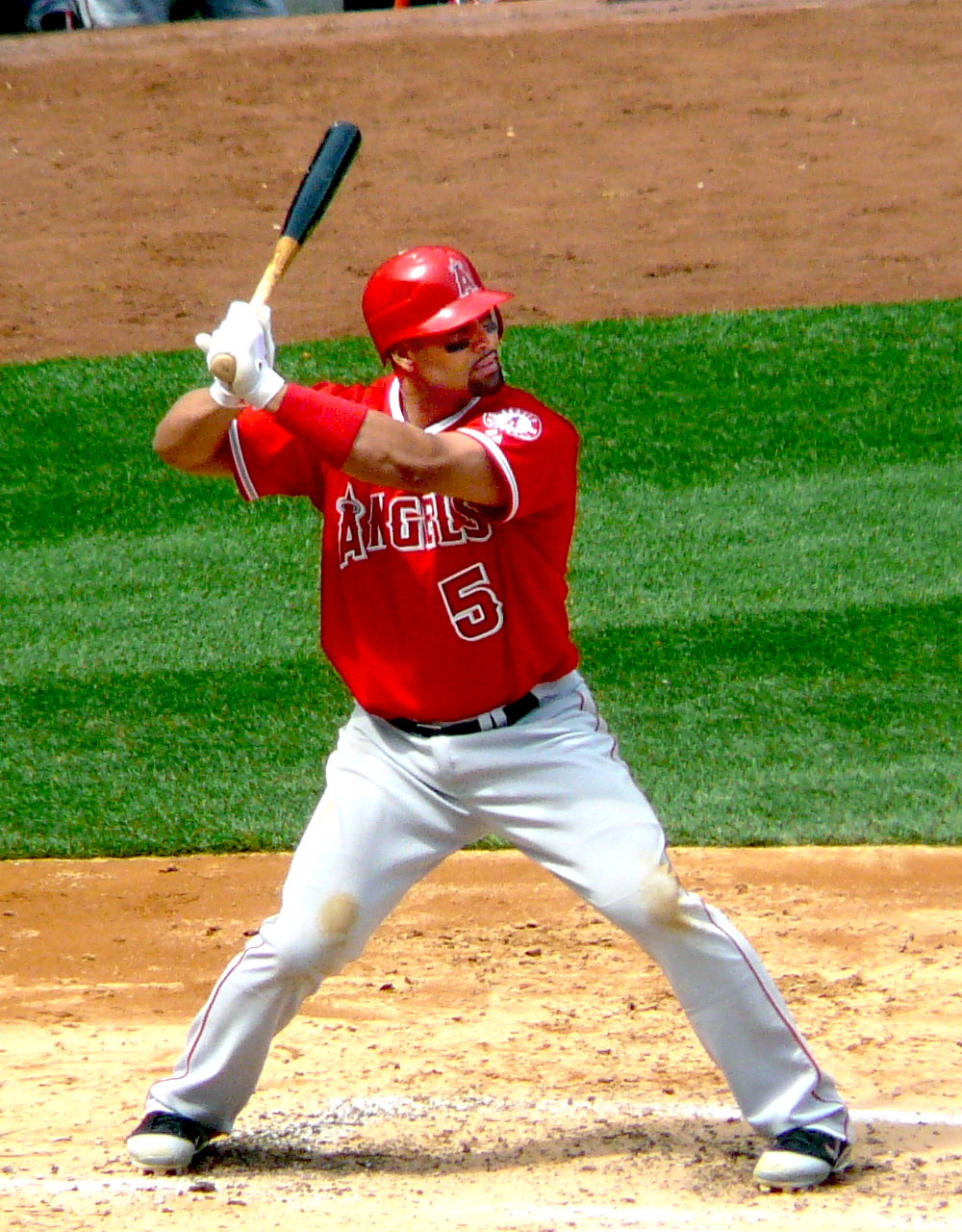
Albert Pujols.
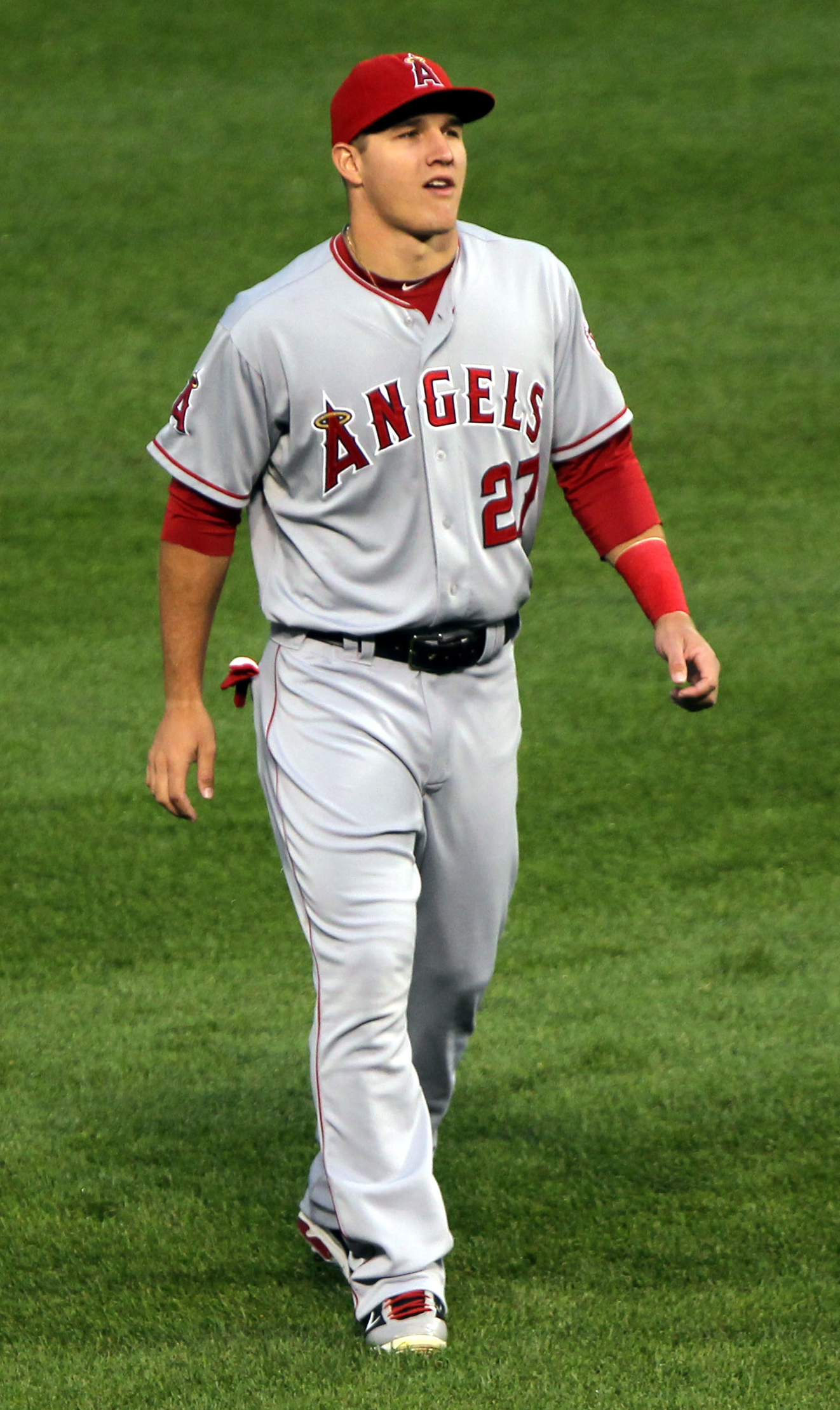
Mike Trout.
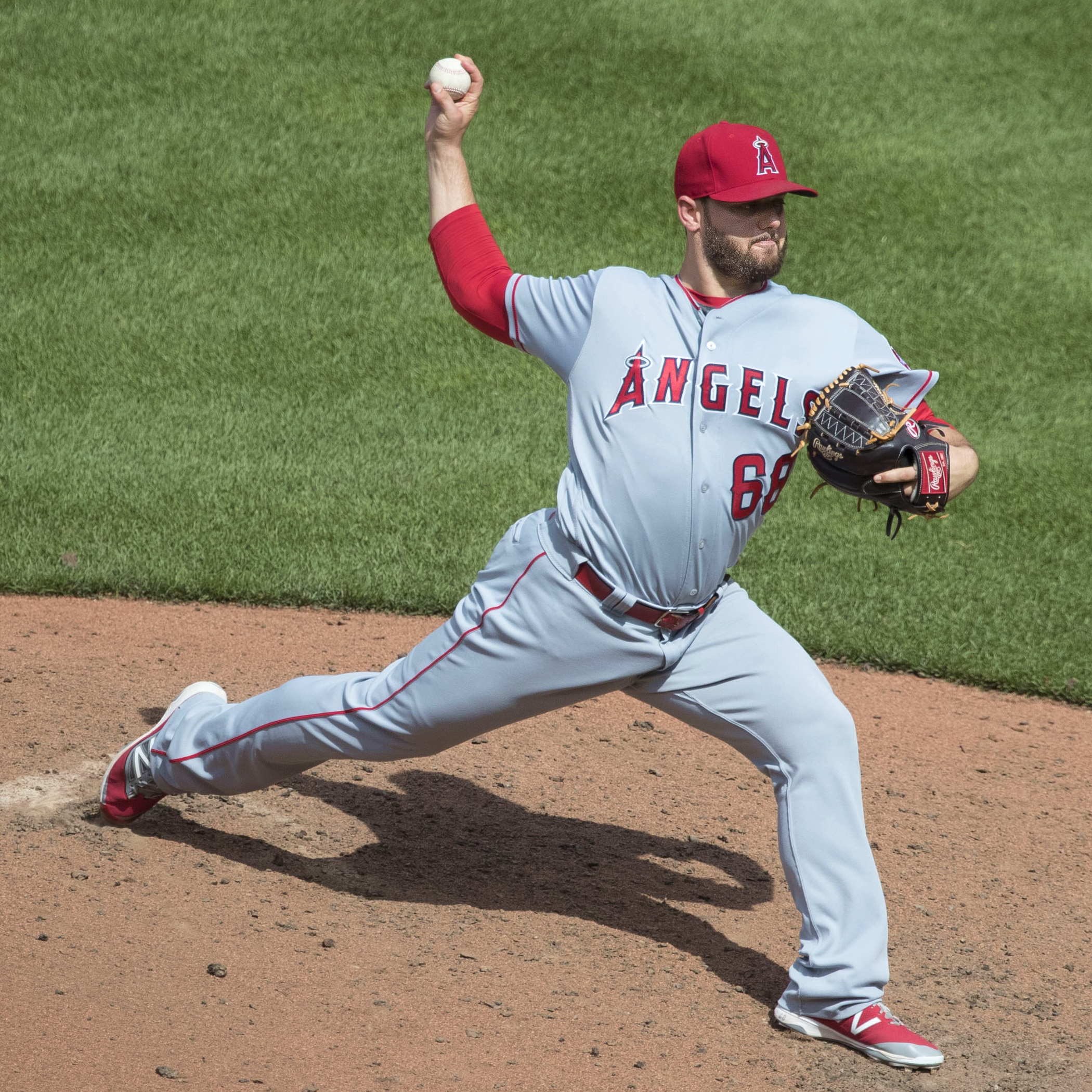
Cam Bedrosian.